# 黄秀一
黄 秀一（ファン スイル、英: Hwang, Su Il、朝: 황수일、1970年7月31日 - ）はテコンドーの師賢（マスター）。ITF段位7段、国際審判。日本国際テコンドー協会 (ITF-JAPAN) 理事を務める。
日本の選手として初めてITFテコンドー世界選手権のスパーリングの部門で優勝するなど、1990年代のITFテコンドーを代表する選手として活躍した。対戦型格闘ゲーム「鉄拳」のテコンドーを使うキャラクター「ファラン」のモーションアクターを担当。ユニクロのテレビCM、テレビ番組「ジャンクSPORTS」への出演、格闘技雑誌で特集が組まれるなど、様々なメディアにも登場した。

## 人物・来歴
東京都で在日コリアン3世として生まれる。1982年にITFテコンドー本部道場入門、ITFテコンドーが日本に上陸した初期のころから選手として活躍。速水勇、厳斗一とともに、テコンドー三羽烏として格闘技雑誌などにも取上げられる。朝鮮大学校に入学した頃より、シュガー・レイ・レナードのステップワークを組み手に取り入れ、国内無敵の実力を示すようになる。全日本選手権ライト級3連覇に加え、第4回大会ではミドル級も制し2階級制覇に成功。1992年、朝鮮大学4年の時に北朝鮮平壌で行われた第8回世界選手権ライト級にて優勝。日本初のマッソギ（組手）世界チャンピオンとなる（2019年時点、日本からマッソギの優勝者は出ていない）。
しかし、第5回全日本大会で同門の朴禎賢に徹底的に研究され、国内では久々の敗戦を喫す。それ以降はモーションの大きな蹴りとパンチへの防御の甘さなどから攻略されることが多くなる。しかし、その後、組み手を修正し、1994年に第9回世界選手権ミドル級にて3位の成績を残す。現在は師範として東京を中心に活動を行っている。2007年2月新日本プロモーションの所有物件（木村ビル・1F）で「テコンドー中野道場」開設。
2015年9月27日、昇段審査で7段に昇段、師賢（マスター）の称号を授与された。
身長175cm、体重69kg、スリーサイズはB：100、W：76、H：89、靴：27.5、血液型A型。

## 主な戦績
- 第1回・2回・3回・8回全日本大会 ライト級優勝
- 第4回・13回・14回全日本大会 ミドル級優勝
- 1988年 - 第6回世界大会（ハンガリー）男子団体型優勝
- 1990年 - 第7回世界大会（カナダ）個人戦ライト級ベスト8
- 1992年 - 第8回世界大会（朝鮮）ライト級優勝
- 1994年 - 第9回世界大会（マレーシア） ミドル級第3位
- 2000年 - 第1回アジア選手権大会（日本） ミドル級準優勝・団体型優勝
- 2001年 - 第12回世界大会（イタリア）団体戦出場
- 2003年 - 第13回世界大会（ギリシャ）個人戦ミドル級ベスト16
- 2010年 - 第4回ベテラン世界大会（ベラルーシ）ライト級優勝

## 出演

### テレビ番組
- ｢8時だJ｣（テレビ朝日）
- ｢NEWS23｣（TBS）
- ｢スーパージョッキー｣（日本テレビ）
- ｢ジャンクSPORTS｣（フジテレビ）
- ｢ENERGY CHARGE｣（テレビ新広島）

### テレビCM
- ユニクロ「フリース」（2000年-2001年）
- 協和発酵

### ゲーム
- 「鉄拳3」 - 「鉄拳6」 - ファランのモーションアクター

## 書籍
- ｢テコンドー｣（愛隆堂）
- ｢テコンドーバイブル｣（愛隆堂）
- ｢型を身につけるテコンドー｣（愛隆堂）
- ｢BBムック　格闘技　技の大辞典｣（ベースボール・マガジン社）
- ｢月刊フルコンタクトカラテ｣12月号（福昌堂）
- テコンドーに関してはこの本が最高峰（東邦出版）
- 新装版 テコンドーに関してはこの本が最高峰（東邦出版）